# Rejon askiski
Rejon askiski (ros. Аскизский район) - jeden z 8 rejonów w Chakasji. Stolicą rejonu jest Askiz.
11 350 osób to ludność miejska a 31 864 osoby to ludność wiejska.